# Zemstvo
Zemstvo (russisk: зе́мствo) var de lokale herredsråd på landet i Det Russiske Kejserrige mellem 1864 og 17. oktober 1917. De blev oprettet som en del af de store reformer der blev indført af Alexander 2. af Rusland.
I 1864 var der blevet udstedt en lov om lokal forvaltning. I hvert distrikt skulle der vælges et råd, en zemstvo, på grundlag af tre adskilte valglister.
- En for adelen,
- En for bybefolkningen
- En for bønderne.

Formand for en Zemstov skulle være adelens valgte tillidsmand. 
Dette råd skulle udskrive sogne- og amtsskatter til finansiering af de lokale aktiviteter, som vejbyggeri, hospitals- og sundhedsvæsen, skoler og lignende. 
Hver Zemstvo var forsynet med en lille gruppe embedsmænd. Reformen indeholdte kernen til en løsning af en række fundamentale problemer i det russiske samfund, men det blev en skuffelse. 
- For det første gik det hele meget langsomt med at få de nye organer oprettet, og til gengæld blev de eksisterende forvaltningsråd hæmmet i deres aktivitet den centrale statsadministration.
- For det andet blev bønderne kun valgt indirekte i de nye organer gennem landsbykommunerne, som således også i denne henseende begrænsede bøndernes personlige frihed og hindrede deres udvikling til bevidste samfundsborgere.

- Wikimedia Commons har flere filer relateret til Zemstvo